# Хакобо Арбенс Гусман
Хакобо Арбенс Гусман (на испански: Jacobo Árbenz Guzmán) е военен, политик и президент на Гватемала от 15 март 1951 г. до 27 май 1954 г. Избран демократично, той е свален от власт чрез военен преврат, организиран от ЦРУ, САЩ.
Роден е в семейство на швейцарски емигрант. Служи в армията до 1935 г., след което става преподавател. При Хосе Аревало е министър на отбраната, след което е избран за президент. Името му се свързва с това на Че Гевара, който го подкрепя, намирайки се в Гватемала по онова време.
След като е свален от власт, първо заминава за Мексико, след това за Швейцария, Париж, Прага и най-накрая за Москва. Разрешено му е да се завърне в Мексико едва след самоубийството на дъщеря му. Обстоятелствата около неговата смърт все още не са изяснени и остават подозрителни.